# Littleworth
Littleworth är en ort och civil parish i Storbritannien.   Den ligger i grevskapet Oxfordshire och riksdelen England, i den södra delen av landet, 100 km väster om huvudstaden London. Littleworth ligger 114 meter över havet och antalet invånare är 203.
Terrängen runt Littleworth är huvudsakligen platt. Littleworth ligger uppe på en höjd.Runt Littleworth är det ganska tätbefolkat, med 207 invånare per kvadratkilometer. Närmaste större samhälle är Abingdon, 18,3 km öster om Littleworth. Trakten runt Littleworth består till största delen av jordbruksmark.